# 希文薩爾米

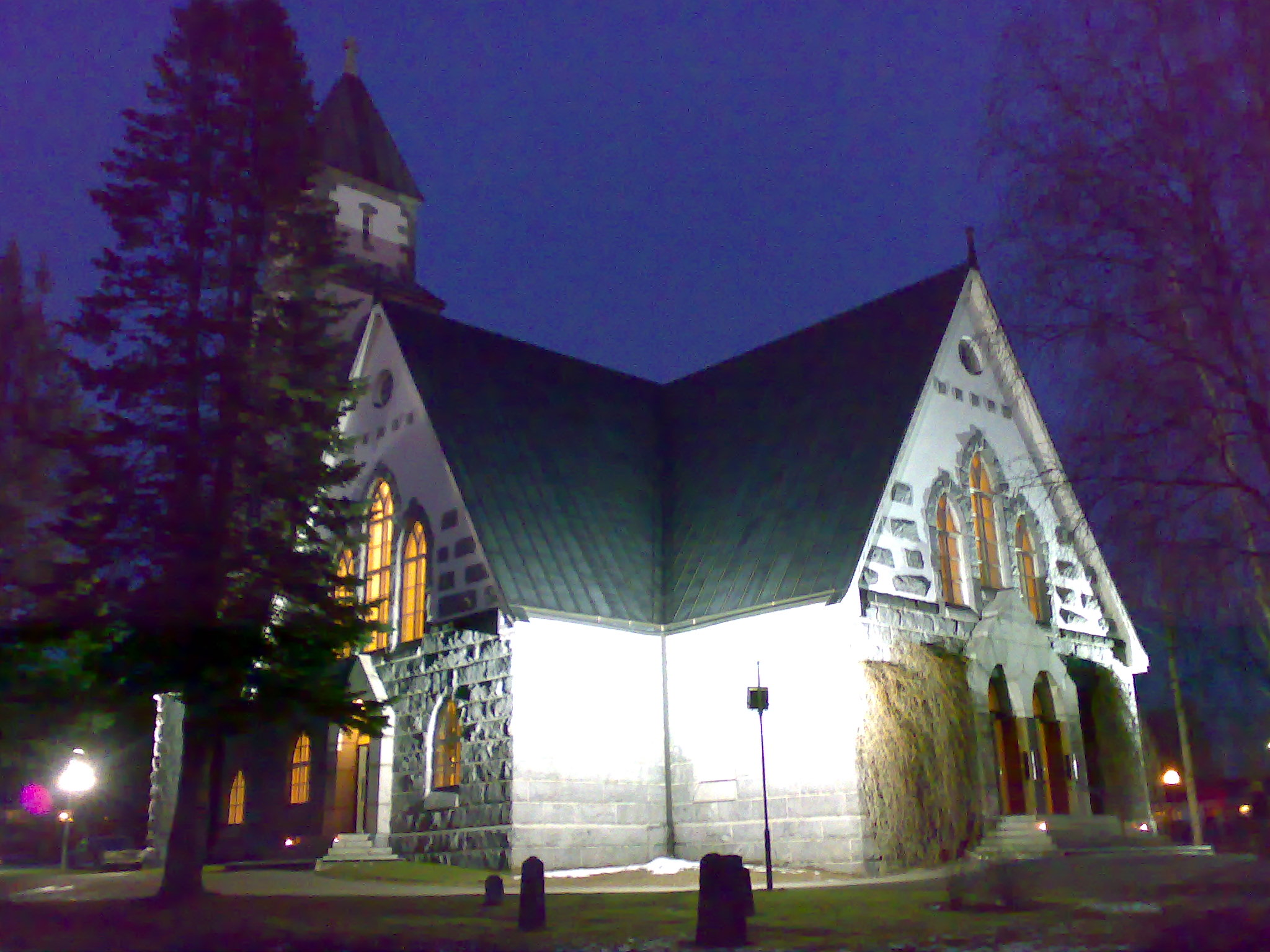
希文薩爾米教堂

希文薩爾米（芬蘭語：Hirvensalmi）是芬蘭南萨沃区的市鎮，位於該國東南部，始建於1656年，市镇面積746.6平方公里，2013年人口2,378，人口密度為每平方公里5.11人。

## 外部連結
- 官方网站  （文）